# Daniel Habtemichael
Daniel Habtemichael, né le 1er octobre 1997, est un coureur cycliste érythréen.

## Biographie
En 2017, Daniel Habtemichael termine cinquième du championnat d'Érythrée sur route et septième du Circuit d'Asmara.
En début d'année 2018, il remporte la deuxième étape du Tour de l'Espoir, épreuve inaugurale de la Coupe des Nations.

## Palmarès
- 2018
  - 2e étape du Tour de l'Espoir
  - Africa Cup (contre-la-montre par équipes)
  - 3e de l'Africa Cup (contre-la-montre)
  - 3e de l'Africa Cup
- 2019
  - 1re étape du Tour de l'Espoir (contre-la-montre par équipes)
  - 3e du championnat d'Érythrée du contre-la-montre espoirs

## Classements mondiaux
| Année           | 2017 | 2018 |
| --------------- | ---- | ---- |
| UCI Africa Tour | 77e  | 145e |
| UCI Asia Tour   | 590e |      |